# Tabiboka polotowae
Espèce
Tabiboka polotowae est une espèce d'araignées aranéomorphes de la famille des Udubidae.

## Distribution
Cette espèce est endémique de Madagascar. Elle se rencontre vers Antananarivo et dans le parc national d'Andringitra.

## Description
Le mâle holotype mesure 8,10 mm et la femelle paratype 11,50 mm, les mâles mesurent de 8,10 à 8,50 mm et les femelles de 8,40 à 17,00 mm.

## Systématique et taxinomie
Cette espèce a été décrite par Henrard, Griswold et Jocqué en 2024.

## Étymologie
Cette espèce est nommée en l'honneur de Daniele Polotow Geraldo.

## Publication originale
- Henrard, Griswold & Jocqué, 2024 : « On new genera and species of crack-leg spiders (Araneae, Udubidae) from Madagascar. » European Journal of Taxonomy, vol. 966, p. 1-80 (texte intégral).